# 安肯帕格里河
安肯帕格里河（英語：Uncompahgre River）是甘尼森河的一条支流长约121km，位于美国科羅拉多州西南部，起源自聖胡安縣北部，向西北流经乌雷、李奇微、蒙特罗斯和奥拉西，并在德尔塔汇入甘尼森河。